# Meringopus relativus
Meringopus relativus là một loài tò vò trong họ Ichneumonidae.